# Hopliopsis convexa
Hopliopsis convexa är en skalbaggsart som beskrevs av Marc Lacroix 1998. Hopliopsis convexa ingår i släktet Hopliopsis och familjen Melolonthidae. Inga underarter finns listade i Catalogue of Life.